# Лазарєв Федір Федорович
Ла́зарєв Фе́дір Фе́дорович (рос. Фёдор Фёдорович Лазарев; *1922, Філіппково — †11 грудня 1943, Черкаси) — радянський офіцер, Герой Радянського Союзу, в роки радянсько-німецької війни командир танка 378-го танкового батальйону 173-ї танкової бригади (52-а армія, 2-й Український фронт), молодший лейтенант.

## Біографія
Народився в 1922 році в селі Філіппково нині Удомельского району Тверської області в родині робітника. Росіянин. Освіта середня. Працював трактористом на лісозаготівлях.
У Червоній Армії з 1941 року. Закінчив танкове училище. У діючій армії з січня 1943 року.
У боях при відвоюванні міста Черкас у німецьких окупантів 11 грудня 1943 року знищив 17 кулеметних гнізд, 3 гармати, танк, до 40 солдатів та офіцерів противника. На підступах до безіменної висоти під Черкасами молодший лейтенант Лазарєв зійшов з танка і повів в атаку стрілецьку роту, у якої загинули усі офіцери. Рота під його командуванням знищила багато солдатів та офіцерів противника, відбивши кілька контратак. Висота була взята. Повернувшись на танк, повів подальший наступ на Черкаси. Першим увірвався у місто. У вуличних боях його танк від прямих потраплянь німецьких снарядів отримав пошкодження та загорівся. Вести стрільбу з башти стало неможливо. Тоді Лазарєв віддав наказ спрямувати палаючий танк на ворожу гармату. Загинув разом з екіпажем.

## Нагороди, пам'ять

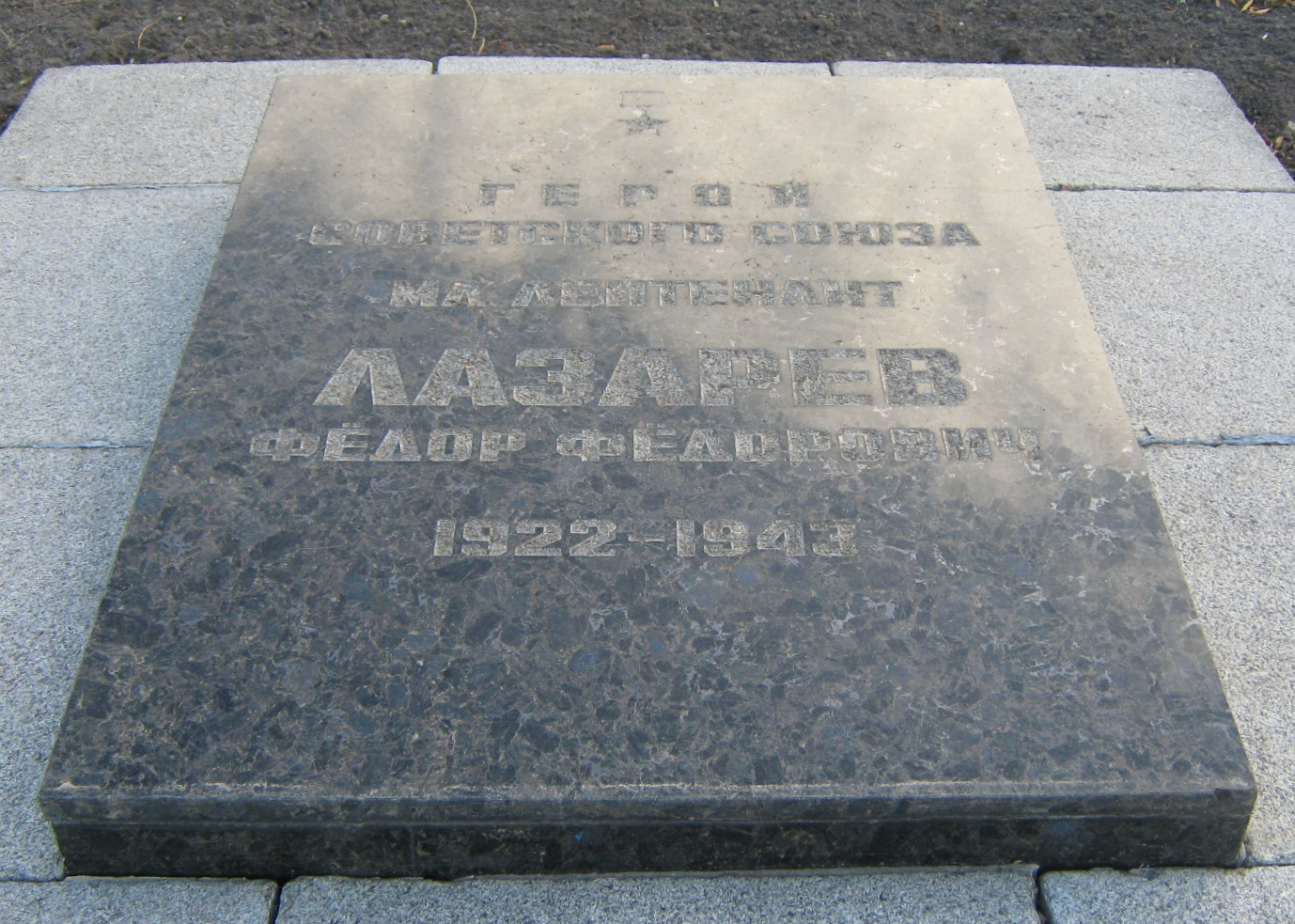
Плита на Пагорбі Слави

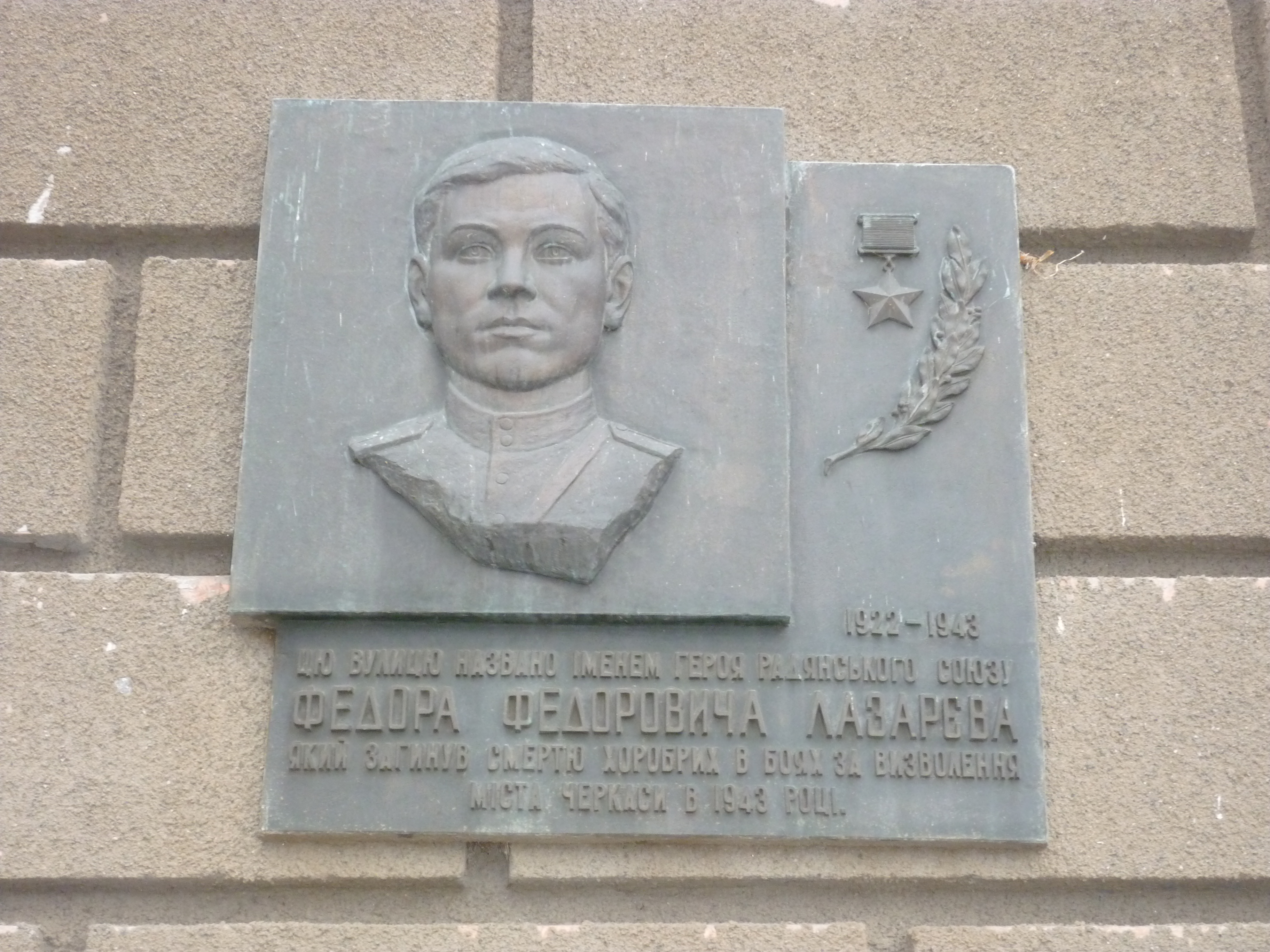
анотаційна дошка на вулиці Лазарєва в Черкасах

Указом Верховної Ради СРСР від 22 лютого 1944 року за мужність та героїзм у боротьбі з окупантами молодшому лейтенанту Лазарєву присвоєно посмертно Звання Героя Радянського Союзу.
Похований в Черкасах на Пагорбі Слави. На честь Лазарєва названа одна з вулиць міста Черкаси.